# Прислоп
Проходът Прислоп (на румънски: Pasul Prislop) е проход в северната част на Румъния.
Съединява историко-географските области Марамуреш и Буковина през планината Родна, част от Източните Карпати.
Надморската височина на прохода е 1416 m. Най-близкият град е Борша.
През прохода преминава държавният път DN18 Бая Маре – Местекъниш.